# Europejska Polityka Sąsiedztwa
Uwaga! Ten artykuł opisuje nieaktualny stan prawny. Jeśli możesz, popraw treść na podstawie najświeższych informacji.
 Po wyeliminowaniu niedoskonałości należy usunąć szablon [[Szablon:Dopracować|]] z tego artykułu.
     Unia Europejska
     Oficjalni kandydaci
     Partnerstwo Wschodnie
     Unia na rzecz Regionu Morza Śródziemnego
     Inne państwa Unii na rzecz Regionu Morza Śródziemnego

Europejska Polityka Sąsiedztwa:
Unia Europejska
Oficjalni kandydaci
Partnerstwo Wschodnie
Unia na rzecz Regionu Morza Śródziemnego
Inne państwa Unii na rzecz Regionu Morza Śródziemnego

Europejska Polityka Sąsiedztwa (ang. European Neighbourhood Policy, ENP) – oficjalna polityka Unii Europejskiej wobec krajów z nią sąsiadujących. Komisja Europejska po raz pierwszy zaprezentowała Europejską Politykę Sąsiedztwa w 2003, a bardziej szczegółowe opracowanie pojawiło się w maju 2004. Dokument ten przedstawia konkretne warunki na jakich UE współpracuje z krajami sąsiadującymi.

## Członkostwo
Unia Europejska oferuje swoim sąsiadom uprzywilejowaną pozycję, zbudowaną na poszanowaniu wspólnych wartości takich jak demokracja, prawa człowieka, praworządność, zasady wolnego rynku i stały rozwój. ENP oferuje bardziej ścisłą integrację polityczną i ekonomiczną, jednak nie prowadzi do rozmów akcesyjnych.
Początkowo polityka sąsiedztwa miała obejmować następujące państwa:
- Algieria
- Białoruś
- Egipt
- Izrael
- Jordania
- Liban
- Libia
- Maroko
- Mołdawia
- Palestyna
- Syria
- Tunezja
- Ukraina

Jednak w 2004 postanowiono włączyć 3 kraje:
- Armenia
- Azerbejdżan
- Gruzja

Kluczowym elementem europejskiej polityki sąsiedztwa są dwustronne „Plany działania” uzgodnione z każdym krajem partnerskim. Zawierają one plany krótko- i średniookresowych reform politycznych i ekonomicznych.

## Sposób działania
Unia Europejska oraz kraj sąsiedzki uzgadniają cele reform dotyczących wielu dziedzin: kooperacji w sprawach politycznych i bezpieczeństwa, spraw ekonomicznych oraz handlowych, ochrony środowiska, integracji transportu i sieci energetycznych, kooperacji naukowej i kulturalnej. Unia Europejska oferuje finansową oraz techniczną pomoc w celu osiągnięcia wytyczonych celów.
Wiele instrumentów i metod uważnych w implementacji polityki sąsiedztwa jest podobnych do tych, używanych przy wspieraniu okresów przejściowych, np.:
- W pierwszym kroku Komisja przygotowuje raport dotyczący danego kraju, w którym ocenia sytuację ekonomiczną i polityczną, aspekty instytucjonalne i sektorowe, oraz kiedy i w jaki sposób możliwe jest pogłębienie wzajemnych relacji. Rada Unii Europejskiej, na podstawie takiego raportu, decyduje o dalszym postępowaniu.
- Następnym krokiem jest przygotowanie Planu Działania dla każdego z krajów. Dokumenty te są przedmiotem szczegółowych negocjacji i dostosowane są do potrzeb, możliwości oraz interesów każdej ze stron. Zawierają plan wdrożenia reform politycznych oraz ekonomicznych w okresie od 3 do 5 lat, w następujących dziedzinach:
  - dialogu politycznego i reform
  - współpracy ekonomicznej, socjalnej oraz rozwoju
  - stosunków handlowych oraz reform regulacji rynku
  - współpracy w dziedzinie wymiaru sprawiedliwości i spraw wewnętrznych
  - polityki sektorowej: transport, energia, społeczeństwo informacyjne, środowisko, badania i rozwój
  - polityki społecznej: kontakty międzyludzkie, społeczeństwo cywilne, edukacja, zdrowie publiczne.
- Proces wprowadzania w życie ustalonych reform jest regularnie monitorowany, a Komisja Europejska przedstawiać będzie oficjalny raport o postępie prac.

Sukces na polu wdrażania uzgodnionych reform gwarantuje większą integrację z programami i sieciami europejskimi oraz wzmożoną pomoc i dostęp do rynku.

## Finansowanie
Obecnie pomoc w ramach Europejskiej Polityki Sąsiedztwa odbywa się za pomocą takich programów jak TACIS (dla sąsiadów wschodnich i Rosji), MEDA (dla krajów śródziemnomorskich), oraz Europejskiej Inicjatywy dla Demokracji i Praw Człowieka EIDHR.
Od 2007 roku programy MEDA i TACIS zostaną zastąpione przez Europejski Instrument Sąsiedztwa i Partnerstwa ENPI, bardziej elastyczny, dostosowany do polityki instrument, nakierowany na stały rozwój oraz zbliżenie do przepisów i standardów Unii Europejskiej. W latach 2007–2013 ENPI udostępni na wspomniane cele około 12 mld €.
Nowe formy pomocy technicznej obejmą kraje sąsiedzkie. Przekształcenia prawne oraz rozbudowa instytucji będzie wspierana przez mechanizmy, które odniosły już sukces w okresach przejściowych krajów, które teraz są członkami UE. Są to Biuro Pomocy Technicznej i Wymiany Informacji TAIEX oraz długoterminowe projekty bliźniacze na różnych szczeblach administracyjnych (krajowa, regionalna, lokalna).
W celu zrealizowania pomocy, Unia Europejska uzgodni z każdym z krajów i innymi zainteresowanymi krajami siedmioletnie Opracowania Strategii Krajowej (CSP Country Strategy Paper), oraz bardziej szczegółowe Kilkuletnie Programy Wiodące (MIP MultiAnnual Indicative Programme) zawierające szczegółowe plany na okres 3 lat.